# Landudal
Landudal é uma comuna francesa na região administrativa da Bretanha, no departamento Finisterra. Estende-se por uma área de 16,59 km². Em 2010 a comuna tinha 894 habitantes (densidade: 53,9 hab./km²).